# Maybach HL230
Le Maybach HL230 est un moteur V12 à essence de 23 litres conçu par les automobiles Maybach pour la motorisation de chars de combat. Ce moteur était refroidi par de l'eau.

## Utilisation
Durant la Seconde Guerre mondiale, le HL230 a été utilisé dans plusieurs chars emblématiques de la Wehrmacht :
- Panzerkampfwagen V Panther : Le Panther, considéré comme l'un des meilleurs chars moyens de la guerre, bénéficiait des performances équilibrées du HL230.
- Panzerkampfwagen VI Königstiger : Ce char lourd exploitait la puissance du HL230 pour déplacer ses 69 tonnes, bien que sa vitesse maximale reste limitée.
- Sturmtiger : Ce canon d'assaut lourd, équipé d'un mortier naval, utilisait également une version modifiée du moteur HL230.
- Jagdtiger : Ce chasseur de chars lourd, basé sur le châssis du Königstiger, était équipé du moteur HL230, qui peinait à propulser ses 75 tonnes, limitant sa mobilité malgré son redoutable canon de 128 mm.

Après la guerre, la France utilisa des prises de guerre équipées du moteur HL230 pour des projets de chars lourds comme l'AMX M 4 et l'ARL 44. Ces projets bénéficiaient de la technologie allemande tout en tentant de répondre aux besoins de modernisation de l'armée française d'après-guerre.

## Description

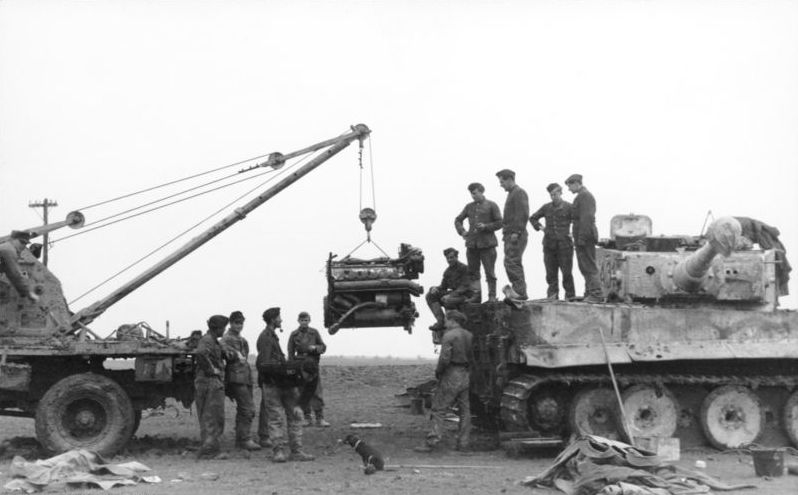
Réparation d'un Tiger I.

Le HL230 était une version améliorée du moteur légèrement plus petit, le HL210, qui avait été utilisé pour équiper les 250 premiers chars Tiger I construits. Ce moteur disposait d'un carter et d'un bloc moteur en aluminium. Le moteur HL210 avait une cylindrée de 21,353 litres, soit 1 779 cm3 par cylindre, un alésage de 25 mm et une course de 145 mm.
Avec le HL230, l’alésage du moteur a été augmenté de 125 mm à 130 mm. Il avait une cylindrée de 23,095 litres, soit 1 925 cm3 par cylindre ; un alésage de 130 mm et une course de 145 mm. La puissance maximale était de 700PS (690ch, 515kW) à 3 000 tr/min. Le couple maximal atteignait 1850Nm à 2 100tr/min. La puissance typique était de 600PS (592ch, 441kW) à 2 500tr/min.
Le carter et le bloc moteur du HL230 étaient fabriqués en fonte grise, tandis que les culasses étaient en fonte. Le moteur pesait 1 200 kg et ses dimensions étaient 1000×1190×1310mm. L’admission était assurée par quatre carburateurs Solex à double corps de type 52JFF. L’allumage était assuré par deux magnétos. Le rapport de compression était de 6,8:1. Un système électrique en 12 volts, avec deux batteries de 120 ou 150 Ah, permet le démarrage du moteur même par grand froid.
Comme c’était souvent le cas chez Maybach, le moteur utilisait un vilebrequin tubulaire. Vers la fin de la guerre, une version améliorée du moteur, le HL234, avec injection, fut recommandée par la Entwicklungskommission Panzer pour équiper le char Tiger II, jugé sous-motorisé. La puissance aurait été portée entre 800 et 900 PS (ch), et jusqu'à 1 100-1 200ch avec un compresseur.
Les usines Maybach de  Friedrichshafen, Auto Union de Siegmar-Schönau et Daimler-Benz ont à eux trois produit approximativement 9 000 unités du HL230.